# Nigeria Sovereign Investment Authority
La Autoridad de Inversión Soberana de Nigeria (Nigeria Sovereign Investment Authority; NSIA) es una organización nigeriana que administra el fondo soberano de inversión de Nigeria, en el que se depositan los ingresos excedentes producidos por el exceso de reservas de petróleo de Nigeria. Este fondo soberano de riqueza se fundó con el propósito de administrar e invertir estos fondos en nombre del gobierno de Nigeria. El fondo fue establecido por la Ley de la Autoridad de Inversión Soberana de Nigeria (Establecimiento, etc.) de 2011, firmada en mayo de 2011, y comenzó a operar en octubre de 2012. Se pretende invertir los ahorros obtenidos en la diferencia entre los precios de mercado presupuestados y reales del petróleo para obtener rendimientos que beneficiarían a las generaciones futuras de nigerianos. Al fondo se le asignó un capital inicial de mil millones de dólares estadounidenses y, hasta la fecha, la administración actual ha aportado otros 1600 millones de dólares adicionales. En diciembre de 2021, el fondo tenía US$ 2560 millones en activos bajo su administración.

## Historia
Nigeria es el país más poblado del continente africano con un estimado de 203 452 505 millones de personas. También es uno de los mayores productores de petróleo, del que depende la mayor parte de su economía. Las exportaciones de petróleo representan aproximadamente el 90 % de sus ingresos extranjeros y el 80 % de los ingresos del gobierno. Dada la dependencia de Nigeria del petróleo, su economía es susceptible a cambios en los precios del petróleo.
El exceso de reservas de petróleo se asignó previamente a la Cuenta de Exceso de Crudo (ECA), que se creó en 2004 como un fondo de estabilización para cubrir los déficits presupuestarios anuales del país y contribuir al desarrollo de la infraestructura local. La constitucionalidad de la ECA ha sido cuestionada.
El fondo soberano de Nigeria se convirtió en ley en 2011 a través de la Ley de la Autoridad de Inversión Soberana de Nigeria y se espera que reemplace a la ECA. La ley autorizó el establecimiento de la Autoridad de Inversiones Soberanas de Nigeria, otorgándole jurisdicción sobre el exceso de reservas de petróleo del país. El fondo pretende ser una garantía contra la inestabilidad económica futura, contribuir al desarrollo de la infraestructura del país y ser un mecanismo de ahorro para las generaciones futuras, utilizando los excedentes de los ingresos petroleros del país. También se espera que la gestión de estos fondos de reserva ayude a proteger la economía de Nigeria de las perturbaciones externas. Con una financiación inicial de 1000 millones de dólares estadounidenses del gobierno de Nigeria, el fondo es el tercero más grande del África subsahariana, después de los de Botsuana y Angola.
Uche Orji fue nombrado director ejecutivo de la NSIA con Alhaji Mahey Rasheed como presidente de la junta directiva inicial. La junta se inauguró el 9 de octubre de 2012. El personal profesional y administrativo total de la NSIA es de unas veinticinco personas. La firma, JP Morgan, fue designada como custodio de los fondos. La segunda junta de la Autoridad estuvo dirigida por el Sr. Jide Zeitlin, quien se desempeñó como presidente del 12 de mayo de 2017 al 11 de mayo de 2021. La Junta actual está dirigida por el Sr. Farouk Gumel, quien asumió la presidencia el miércoles 1 de septiembre de 2021.
Se invitó a la NSIA a solicitar la condición de observador en el International Forum of Sovereign Wealth Funds (IFSWF), con la intención de convertirse finalmente en miembro. La Autoridad debía presentar sus credenciales en una reunión de octubre de 2013 en Oslo (Noruega). Como miembro de la IFSWF, el fondo se ha adherido a los Principios de Santiago sobre mejores prácticas para la gestión de Fondos Soberanos y publica una autoevaluación sobre cómo adopta e implementa los principios dentro de sus procedimientos de gobierno. En 2020, el fondo tenía US$ 3560 millones en activos bajo su administración.

## Composición
El fondo está compuesto por tres fondos o ventanas distintos, cada uno con objetivos específicos de inversión y desarrollo. De los $ 1000 millones iniciales, el 85 % de los fondos se distribuirá entre las tres ventanas con un 15 % inicial o $150 millones restantes sin asignar, para ser asignados a cualquiera de los tres fondos según sea necesario en el futuro. Los fondos se invertirán en varios valores. Al Stabilisation Fund se le asignó un 20 % inicial, mientras que el 32,5 % se destinó a los otros dos fondosː Future Generation Fund y Nigeria Infrastructure Fund.
El Stabilisation Fund está destinado a salvaguardar al país contra los déficits presupuestarios. Sería un último recurso del que el gobierno puede retirarse anualmente para cubrir los déficits en el presupuesto provocados por las caídas en los precios del petróleo u otras restricciones presupuestarias. El Future Generation Fund es un fondo de ahorro que buscará invertir en inversiones y activos a largo plazo para proporcionar ahorros para las futuras generaciones de nigerianos. Finalmente el Nigeria Infrastructure Fund se espera que asegure inversiones en el desarrollo de infraestructura del país en áreas como la agricultura y otros proyectos dirigidos por el gobierno.